# 제35회 아카데미상
제35회 아카데미상은 1963년 4월 8일에 열린 시상식이다. 산타 모니카 시빌 오디토리움에서 개최되었으며 사회자는 프랭크 시나트라이다.

## 후보 및 수상

### 작품상
- 아라비아의 로렌스 - 샘 스파이겔 수상
- 지상 최대의 작전 - 대릴 F. 자눅
- 뮤직 맨 - 모턴 다코스타
- 바운티호의 반란 - 애론 로젠버그
- 알라바마 이야기 - 앨런 J. 파큘라

### 남우주연상
- 알라바마 이야기 - 그레고리 펙 수상
- 버드맨 오브 알카트라즈 - 버트 랭커스터
- 술과 장미의 나날 - 잭 레먼
- 이혼 - 이탈리언 스타일 - 마르첼로 마스트로야니
- 아라비아의 로렌스 - 피터 오툴

### 여우주연상
- 미라클 워커 - 앤 밴크로프트 수상
- 밤으로의 긴 여로 - 리 레믹
- 밤으로의 긴 여로 - 캐서린 헵번
- 스윗 버드 오브 유스 - 제라르딘 페이지
- 제인의 말로 - 베티 데이비스

### 남우조연상
- 스윗 버드 오브 유스 - 에드 베글리 수상
- 버드맨 오브 알카트라즈 - 텔리 사바라스
- Billy Budd - 테렌스 스탬프
- 아라비아의 로렌스 - 오마 샤리프
- 제인의 말로 - 빅터 부오노

### 여우조연상
- 미라클 워커 - 패티 듀크 수상
- 버드맨 오브 알카트라즈 - 델마 리터
- 맨츄리안 켄디데이트 - 안젤라 랜즈베리
- 스윗 버드 오브 유스 - 셜리 나이트
- 알라바마 이야기 - 매리 배드햄

### 감독상
- 아라비아의 로렌스 - 데이빗 린 수상
- David and Lisa - 프랭크 페리
- 이혼 - 이탈리언 스타일 - 피에트로 제르미
- 미라클 워커 - 아서 펜
- 알라바마 이야기 - 로버트 멀리건

### 각본상
- 이혼 - 이탈리언 스타일 - Ennio De Concini 수상

### 각색상
- 알라바마 이야기 - 호톤 푸트 수상

### 촬영상
- 아라비아의 로렌스 - 프레디 영 수상
- 지상 최대의 작전 - Jean Bourgoin 수상

### 편집상
- 아라비아의 로렌스 - 앤 V. 코츠 수상

### 미술상
- 아라비아의 로렌스 - 존 복스 수상
- 알라바마 이야기 - 알렉산더 골릿즌 수상

### 의상상
- The Wonderful World of the Brothers Grimm - 메리 윗즈 수상
- 제인의 말로 - 노마 코치 수상

### 음악상
- 아라비아의 로렌스 - 모리스 자르 수상

### 주제가상
- 술과 장미의 나날 - Henry Mancini 수상

### 음향믹싱상
- 아라비아의 로렌스 - John Cox 수상

### 특수효과상
- 지상 최대의 작전 - MacDonald 수상

### 외국어영화상
- 시벨의 일요일 - 세르주 브르기뇽 수상

### 단편애니메이션상
- The Hole - John Hubley 수상

### 단편영화상
- 해피 애니버서리 - 피에르 에텍스 수상

### 장편다큐멘터리상
- The Black Fox - Louis Clyde Stoumen 수상

### 단편다큐멘터리상
- Dylan Thomas - Jack Howells 수상

### 진 허숄트 박애상
- Steve Broidy 수상

### 음악스코어링상
- 뮤직 맨 - 레이 헤인도프 수상

## 같이 보기
- 제16회 영국 아카데미 영화상
- 제20회 골든 글로브상